# Сноу, Мишель
Доннетта Дже-Мишель Сноу (англ. Donnette Jé-Michelle Snow; род. 20 марта 1980 года, Пенсакола, штат Флорида) — американская профессиональная баскетболистка, выступавшая в женской национальной баскетбольной ассоциации. Была выбрана на драфте ВНБА 2002 года в первом раунде под общим десятым номером клубом «Хьюстон Кометс». Играла на позиции тяжёлого форварда и центровой.

## Ранние годы
Мишель родилась 20 марта 1980 года в городе Пенсакола (штат Флорида) в семье Майкла Сноу и Розы Мэри Маккри, у неё есть два брата, Майкл и Десмонд, и две сестры, Розалин и Эйприл, училась она там же в одноимённой средней школе, в которой играла за местную баскетбольную команду.